# وینونا (مینه‌سوتا)
وینونا  (به انگلیسی: Winona) شهری در شهرستان وینونا ایالت مینه‌سوتا در کشور ایالات متحده آمریکا است که جمعیت آن در سرشماری سال ۲۰۱۰ میلادی، ۲۷۵۹۲ نفر بوده‌است.